# Martin Rosengaard
Martin Rosengaard, född 1979 i Helsingör i Danmark, är en dansk författare och performancekonstnär.
Martin Rosengaard arbetar sedan 2001 tillsammans med Sixten Kai Nielsen i gruppen Wooloo. De väckte internationell uppmärksamhet 2008, när de i projektet Defending Denmark dokumenterade 18 månaders medlemskap i Dansk Folkeparti, bland annat i TV-kanalen Al Jazeera.

## Offentliga verk i urval
- Avfyringsrampe, brons, Tensta i Stockholm (tillsammans med Sixten Kai Nielsen)[2][3]